# لوون لارنتس

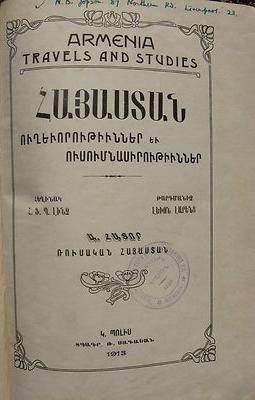

لوون لارنتس (ارمنی: Լևոն Լարենց (Քիրիշճյան) زاده ۱۸۷۵ - درگذشته ۱۹۱۵) یک نویسنده ارمنی بود که در جریان نسل‌کشی ارمنی‌ها توسط حکومت ترکان جوان عثمانی کشته شد.